# 奧莉維亞·羅德里戈
奥利维亚·伊莎贝尔·罗德里戈（英語：Olivia Isabel Rodrigo；2003年2月20日—），美国创作歌手及演员。她于2010年代后期主演了迪士尼电视剧《音樂玩家》和《歌舞青春：再谱乐曲系列》，并以此崭露头角。2020年与格芬和新视镜唱片签约后，奥利维亚发行了她打破多项纪录的首支单曲〈駕照〉，其成为了2021年最畅销的歌曲之一，并将她推向主流乐坛之中。 紧接着她又发行了单曲〈既視感〉和〈很好啊〉，以及她的首张个人录音室专辑《SOUR》（2021年）；专辑获得了乐评与商业上的成功，赢得了三项格莱美奖在内的众多奖项。记录了《SOUR》创作历程的纪录片《奥利维亚·罗德里戈：歌声相伴行》于2022年上线Disney+。2023年，奧莉維亞的第二张录音室专辑《GUTS》发行。
她拥有三首《公告牌》百强单曲榜冠军单曲，两张《公告牌》二百强专辑榜冠军专辑，以及美国唱片业协会颁发的五项多白金认证。除此之外，她还获得了一项全美音乐奖、七项《公告牌》音乐奖和四项MTV音乐视频大奖。《TIME》将她评为2021年年度艺人；《公告牌》将她评为2022年年度女性。

## 生平

### 2003年–2019年：早年生活与演艺生涯
2003年2月20日，奥利维亚·伊莎贝尔·罗德里戈在加利福尼亚州穆列塔出生。她的母亲詹妮弗是一名学校老师，父亲克里斯是一名家庭輔導者。奥利维亚是家中的独生女，在加利福尼亚州的特曼库拉长大。她的左耳半聋。自我认同上，奥利维亚认为自己是菲律賓裔美國人。她的祖父和一位曾祖父都从菲律宾移民到美国，家族遵循着菲律宾的传统和饮食。她的母亲则有德国和爱尔兰血统。童年时，奧莉維亞在父母喜爱的，如不要懷疑、珍珠果酱乐队、白線條樂團和年輕歲月等另类摇滚音乐的氛围中长大。
奥利维亚就读于穆列塔的丽莎·J·梅尔斯小学（Lisa J. Mails Elementary School），并参加了他们的课后音乐剧项目。在五岁时，她的父母为她报名参加了詹妮弗·达斯特曼（Jennifer Dustman）的声乐课程，后者开始让奥利维亚参加各种地方的歌唱比赛。在达斯特曼的建议下，她的父母为她报名参加了表演课程。9岁时，奥利维亚开始学习钢琴。听了泰勒·斯威夫特的乡村音乐后，奥利维亚对创作歌曲产生了兴趣，并在12岁时开始弹吉他。2010年，她出现在服装品牌老海军的广告中，这也是她首次在荧幕前亮相。
2015年，12岁的奥利维亚在直录影电影《美国女孩：格蕾丝激起成功》中饰演主角格蕾丝·托马斯（Grace Thomas），进入演艺事业。她在穆列塔的多萝西·麦克艾尔赫尼中学学习了一年。2016年，因获得迪士尼频道《音樂玩家》的演出角色，她搬到了洛杉矶。从那时起，她一直接受家庭教育，直到2021年毕业。奥利维亚在剧中饰演吉他手佩奇·奧爾維拉（Paige Olvera），该角色共出演了三季。
2019年2月，奥利维亚在Disney+剧集《歌舞青春：再谱乐曲系列》饰演主角尼尼·薩拉薩爾·羅伯茨（Nini Salazar-Roberts），该剧于同年11月首播。奥利维亚的表演获得了广泛好评。奥利维亚为该剧创作并演唱了宣传单曲All I Want，该单曲于2019年11月发行。第三季结束时，奥利维亚离开了该剧，并开始专注于她的音乐事业。

### 2020年–2022年：《SOUR》

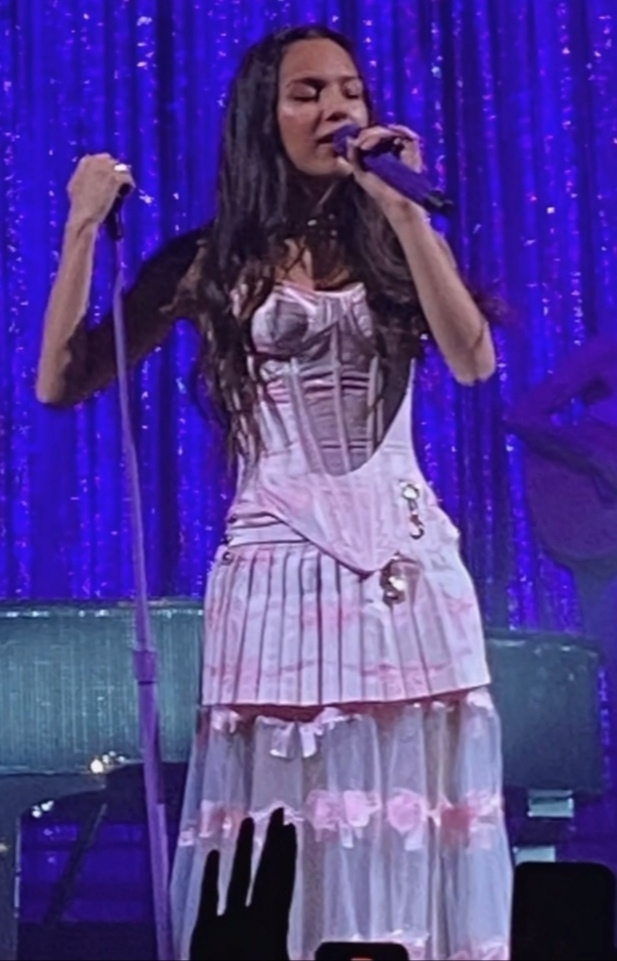
奧莉維亞2022年在SOUR巡回演唱会表演。

奥利维亚在2020年与格芬唱片公司签约，并通过谈判获得了她音乐作品的母带所有权。2021年1月8日，她与制作人丹·尼格羅共同创作并发行了她的首支单曲《駕照》。在发行的第一周，〈駕照〉获得了高度好评，并两次打破了Spotify非节日歌曲单日流媒体播放记录，分别在1月11日超过1570万次全球流媒体播放量以及第二天超过1700万次。该歌曲还打破了Spotify历史上第一首在7天内达到8000万次播放的记录。歌曲在《公告牌》百强单曲榜上空降冠军，在其它许多国家亦成功登顶。奥利维亚在接受采访时表示：“这是我人生中最疯狂的一周……我的整个生活就像瞬间改变了。”
2021年4月1日，奥利维亚发布了她的后续单曲《既視感》，该单曲在《公告牌》Hot 100排行榜上首周排名第8，使她成为第一位前两首发布的单曲都进入Hot 100前十的艺人。在她的首张专辑发行之前，第三支单曲《很好啊》于2021年5月14日发布，并成为她第二支在Hot 100排行榜上首周排名第一的单曲。奥利维亚的首张录音室专辑《SOUR》于2021年5月21日发行，获得了评论界的高度赞扬。《Slate》的克里斯·莫兰菲（Chris Molanphy）表示，这张专辑的前三首单曲已经确立了奥利维亚作为“Z世代最具多样性的新人艺人”的早期地位。根据《Clash》评论家罗宾·默里（Robin Murray）的说法，奥利维亚被认为是Z世代最优秀的艺人之一。而《綜藝》在其奥利维亚封面故事中称她为“她那一代的声音”。《SOUR》在《公告牌》200排行榜上首周排名第一，并累计五周位居榜首，成为2021年女性艺人中排名最长的冠军专辑。
2021年6月，奥利维亚在YouTube上首播了以舞会为主题的音乐会电影《Sour Prom》。三天后，《時代》将她评为年度娱乐人物。根据《公告牌》的数据，奥利维亚是2021年单曲全球销量最佳的艺人。并且，她在全球200年终榜单上有八首歌曲榜上有名，其中《驾照》排名第4，《很好啊》排名第9，《既视感》排名第27。在美国和英国，《SOUR》分别位列2021年第三和第四的畅销专辑。《SOUR》和〈驾照〉分别成为Spotify全球最流行的专辑和歌曲。國際唱片業協會将奧莉維亞评为2021年第十大畅销艺人，《Sour》则成为2021年第二畅销专辑。为了宣传《SOUR》，奧莉維亞进行了她的首次个人巡回演出，SOUR巡回演唱会。演唱会于2022年4月至7月间在美国、加拿大和欧洲进行
奥利维亚的Disney+纪录电影《奧莉維亞·羅德里戈：情歌少女》详细记录了《SOUR》的制作过程，于2022年3月25日发布。奧莉維亞在第64屆格萊美獎获得了七项提名，包括最佳新人、年度专辑（《SOUR》），与年度制作和年度歌曲（〈驾照〉）最终，她赢得了最佳新人、最佳流行声乐专辑（《SOUR》）和最佳流行独唱表演（〈驾照〉）三个奖项。2022年，在制作下一张专辑时，奧莉維亞参加了南加州大学的一个诗歌课程，并将她的一个作业作品改编成了歌曲蕾西，这也是她下一张专辑的其中一首歌曲。

### 2023年至今：《GUTS》

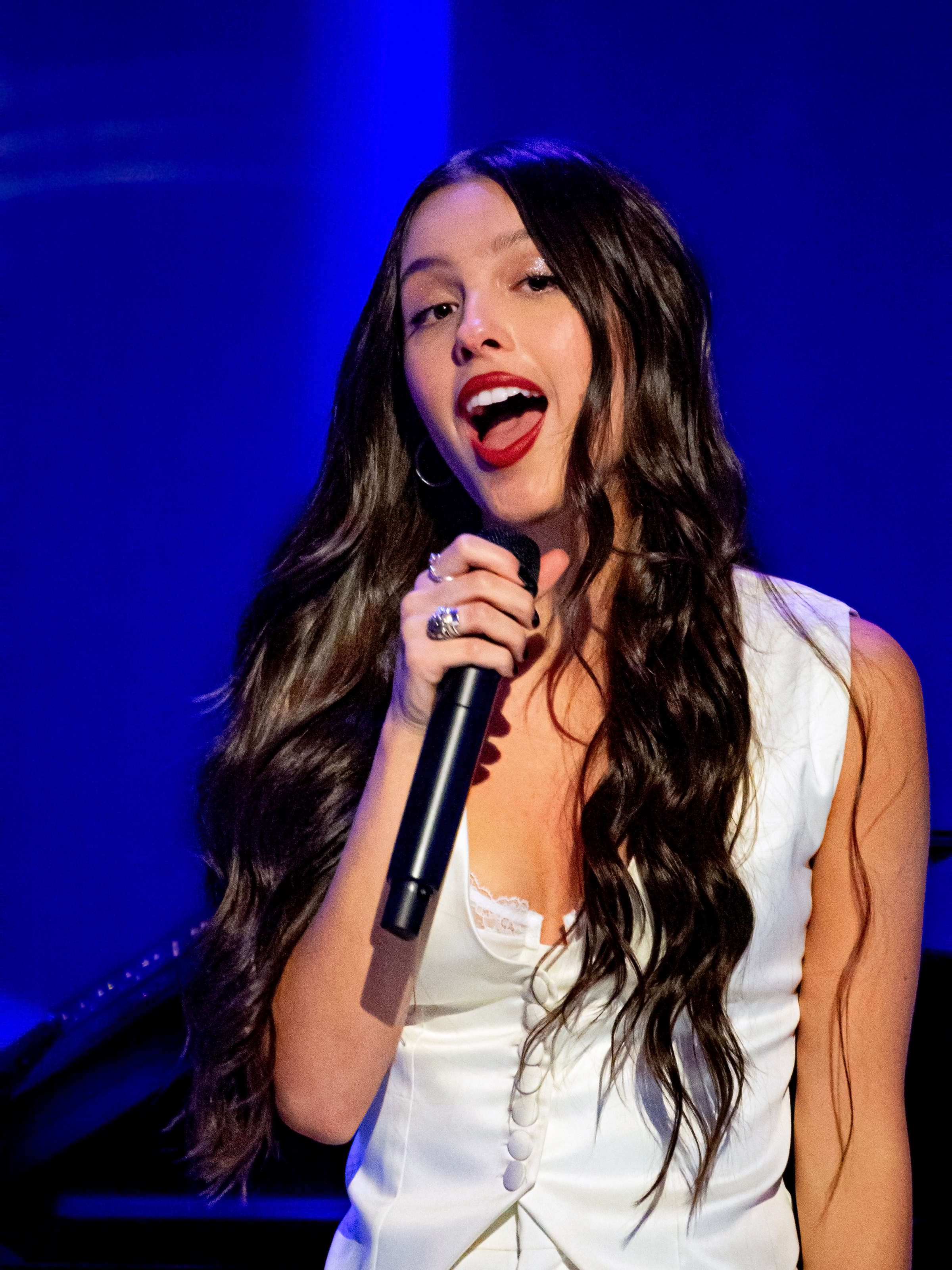
2023年，奧莉維亞洛杉矶洛杉矶Ace酒店表演。

2023年4月16日，奧莉維亞因在英国获得了超过十亿次数字流媒体播放，获得了全英十億金獎，成为获得该奖项最年轻的艺人。奧莉維亞的第二张录音室专辑《GUTS》在2023年9月8日发行，并在《告示牌》200榜夺冠，她表示，这张专辑围绕着“成长的伤痛”与自我探索展开。在制作这张专辑的过程中，她觉得自己在18到20岁之间成长了“十岁”。 《GUTS》获得了各种媒体的一致好评，随后被BBC新聞宣布为2023年最受好评的专辑专辑的首张单曲《吸血鬼》于6月30日发行，并随后在《公告牌》百强单曲榜夺冠，成为奧莉維亞在该榜单第3首冠军单曲。专辑的第二张单曲，壞點子，對吧？于8月11日发行，在英美两国都进入了前十。
2023年10月9日，奥利维亚在洛杉矶Ace酒店的剧院与美國運通合作举办了一场独家演唱会，演唱了专辑《GUTS》中的歌曲，所有门票销售收入都捐给了她的Fund 4 Good非营利组织。2023年10月18日，奥利维亚宣布，她在限量版黑胶唱片《GUTS》中发布的四首秘密曲目将作为限量版黑胶独家EP发行，以纪念唱片店日黑色星期五。EP《Guts: The Secret Tracks》在唱片店日成为销量最高的唱片之一。11月3日，奥利维亚为电影《飢餓遊戲：鳴鳥與游蛇之歌》发行了歌曲Can't Catch Me Now。这首歌赢得了第14届好莱坞音乐传媒奖的最佳科幻、奇幻或恐怖电影原创歌曲奖。2023年12月，奥利维亚开始与英国演员路易·帕特里奇交往。
为了支持《GUTS》专辑，奥利维亚展开了她的第二次主打巡演——GUTS世界巡回演唱会，该巡演将于2024年2月至10月在北美、欧洲、亚洲和大洋洲进行。2024年3月20日，奥利维亚宣布将发行包含五首额外歌曲的《GUTS》豪华版，包括黑胶唱片版本中的四首神秘曲目。2024年3月22日，专辑的豪华版《Guts (Spilled)》发行。2024年4月13日，奥利维亚在不要怀疑的科切拉音乐节表演中作为特别嘉宾登台，与乐队一起演唱了他们2000年的单曲《Bathwater》。

## 个人生活
奧莉維亞是吉娜·戴維斯（Geena Davis）性別媒體研究所的演講者和小組成員。
奧莉維亞曾與一起合作《歌舞青春：再譜樂曲系列》的男主角約書亞·巴賽特傳出緋聞，謠傳雙方於2020年分手。奧莉維亞更被外界解讀疑似為這段戀情寫歌，惟雙方皆未證實消息。
2023年，被爆新戀情與《天才少女福爾摩斯》男主角路易·帕特里奇熱戀中。

## 社会活动

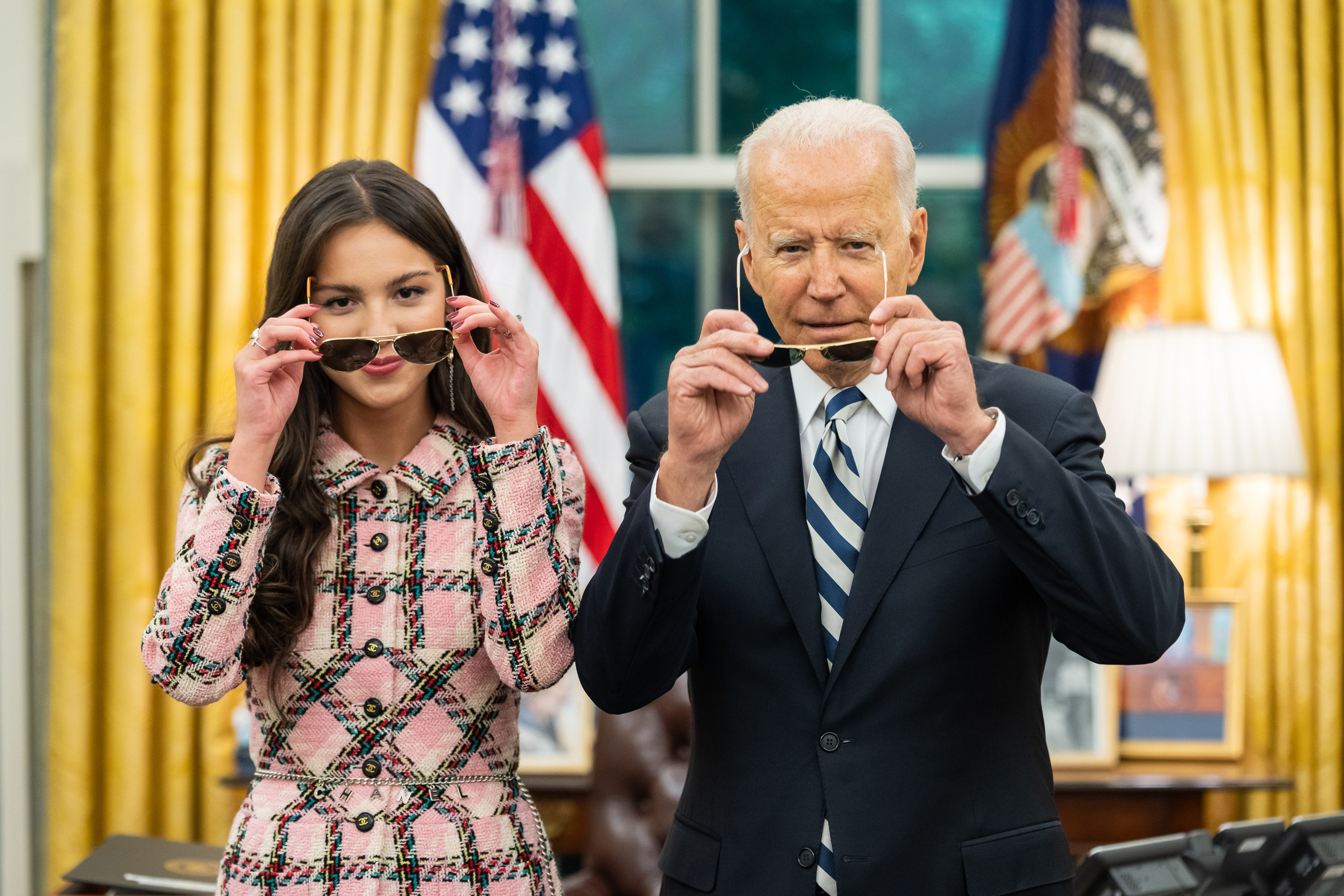
奥利维亚与美国总统乔·拜登所宣传的新冠疫苗接种计划

2021年7月14日，奧莉維亞前往白宫并呼吁所有年轻人去接种疫苗。

## 音乐作品
- SOUR（2021年）
- GUTS（2023年）

## 影視作品

### 电视剧
| 年份      | 名稱                          | 角色                 | 備註                |
| --------- | ----------------------------- | -------------------- | ------------------- |
| 2015      | 格蕾丝煽动成功                | Grace Thomas         | 非戏院首映          |
| 2016-2019 | 音樂友情路                    | Paige Olvera         | 主要角色            |
| 2017      | 俏妞報到                      | Terrinea             | 單集："Young Adult" |
| 2019-至今 | 歌舞青春：再谱乐曲系列        | Nini Salazar-Roberts | 主要角色            |
| 2021      | 週六夜現場                    | 自己                 | 嘉宾                |
| 2022      | 奥利维亚·罗德里戈：歌声相伴行 | 自己                 | Disney+纪录片       |